# Ритц, Вальтер
Вальтер Ритц (нем. Walter Ritz, 22 февраля 1878, Сьон (Зиттен) — 7 июля 1909, Гёттинген) — швейцарский физик-теоретик и математик. Окончил Цюрихский университет (1900). Работал в Гёттингене, Бонне, Париже, Цюрихе, Тюбингене.
Работы по физике посвящены спектроскопии, теории теплового излучения, электродинамике. В 1908 открыл закон, согласно которому волновое число любой спектральной линии равно разности двух термов из множества термов, присущих данному элементу.
Формулу, описывающую любую спектральную линию элемента, дал в 1890 И. Ридберг. Отсюда и название «принцип Ридберга — Ритца», или «комбинационный принцип Ридберга — Ритца». В математике известен «метод Ритца» — метод решения вариационных задач (1908).
Скоропостижно скончался в возрасте всего 31 год от последствий туберкулёза.

## Баллистическая теория Ритца
В 1908 году Ритц публикует фундаментальный труд «Критический анализ общей электродинамики», в котором критиковал теорию электромагнитного поля. В то же время Ритц излагал свою собственную баллистическую (эмиссионную) теорию, в которой он дал новый вариант электродинамики, оптики и теории гравитации.
Суть БТР сводится к следующему: она распространяет принципы механики (причём механики ньютоновской, без учёта следствий СТО, вроде изменения времени, расстояний и масс) на область оптических, электрических и иных явлений. Свет в БТР представляется как поток неких испускаемых светящимися телами частиц. Источник света во всех направлениях выстреливает эти частицы с постоянной скоростью, равной скорости света c. Если источник света движется, то скорость частиц геометрически складывается со скоростью источника по классическому закону сложения скоростей. Из сравнения света со снарядами, выстреливаемыми подвижным орудием, и родилось название «баллистическая теория».

## Ритц и Эйнштейн
В. Ритц учился в Цюрихском университете на одном курсе с А. Эйнштейном. Их преподаватель математики Г. Минковский писал: «… В своё время Луи Коллрос казался мне, да, пожалуй, и другим коллегам, самым одарённым в области математики из всех студентов своего курса, а это немало значит. Ибо именно этот немногочисленный курс факультета VI-A дал видных исследователей: Альберта Эйнштейна, Вальтера Ритца и Марселя Гроссмана»
В 1908—1909 годах Ритц и Эйнштейн вели научные дискуссии в печати по вопросу о том, что сейчас принято называть стрелами времени в электродинамике и энтропией. Ритц отстаивал позицию, согласно которой необратимость в электродинамике была источником второго закона термодинамики, в то время как Эйнштейн защищал теорию электродинамической временной симметрии Максвелла-Лоренца.
Ритц и Эйнштейн написали в соавторстве статью «К современному состоянию проблемы излучения»